# Bataille du bois de Moreuil
 (février 2024).
Si vous disposez d'ouvrages ou d'articles de référence ou si vous connaissez des sites web de qualité traitant du thème abordé ici, merci de compléter l'article en donnant les références utiles à sa vérifiabilité et en les liant à la section « Notes et références ».
Première Guerre mondiale
Batailles
Front d'Europe de l’Ouest
- Liège (8-1914)
- Namur (8-1914)
- Frontières (8-1914)
- Anvers (9-1914)
- Grande Retraite (9-1914)
- Marne (9-1914)
- Course à la mer (9-1914)
- Yser (10-1914)
- Messines (10-1914)
- Ypres (10-1914)
- Givenchy (12-1914)
- 1re Champagne (12-1914)
- Hartmannswillerkopf (1-1915)
- Neuve-Chapelle (3-1915)
- 2e Ypres (4-1915)
- Colline 60 (4-1915)
- Artois (5-1915)
- Festubert (5-1915)
- Quennevières (6-1915)
- Linge (7-1915)
- 2e Artois (9-1915)
- 2e Champagne (9-1915)
- Loos (9-1915)
- Verdun (2-1916)
- Redoute Hohenzollern (3-1916)
- Hulluch (4-1916)
- 1re Somme (7-1916)
- Fromelles (7-1916)
- Arras (4-1917)
- Vimy (4-1917)
- Chemin des Dames (4-1917)
- 3e Champagne (4-1917)
- 2e Messines (6-1917)
- Passchendaele (7-1917)
- Cote 70 (8-1917)
- 2e Verdun (8-1917)
- Malmaison (10-1917)
- Cambrai (11-1917)
- Bombardements de Paris (1-1918)
- Offensive du Printemps (3-1918)
- Lys (4-1918)
- Aisne (5-1918)
- Bois Belleau (6-1918)
- 2e Marne (7-1918)
- 4e Champagne (7-1918)
- Château-Thierry (7-1918)
- Le Hamel (7-1918)
- Amiens (8-1918)
- Cent-Jours (8-1918)
- 2e Somme (9-1918)
- Bataille de la ligne Hindenburg
- Meuse-Argonne (10-1918)
- Cambrai (10-1918)

Front italien
Front d'Europe de l’Est
Front des Balkans
Front du Moyen-Orient
Front africain
Bataille de l'Atlantique
La bataille du bois de Moreuil (également bataille de l'Avre) est une bataille de la Première Guerre mondiale qui s'est tenue sur les rives de l'Avre en France le 30 mars 1918 au cours de la bataille du Kaiser. Elle oppose la brigade de cavalerie canadienne à la 23e division d'infanterie allemande pour le contrôle du bois de Moreuil, une position stratégique.
Si les Allemands finissent par reprendre le bois à la fin de la bataille, le retard imposé par les Alliés a contribué à mettre un terme à l'offensive du Printemps. Après la bataille, une Croix de Victoria a été décernée au lieutenant canadien Gordon Flowerdew (en) du Lord Strathcona's Horse.

## Contexte
En mars 1918, les trois années de piétinement du conflit sur le front de l'Ouest sont sur le point de cesser.
A ce moment, la Russie a quitté les hostilités en raison de la révolution bolchévique et des négociations de paix, les États-Unis ne se sont pas encore totalement imposés comme une force militaire puissante en Europe, et l'armée française a subi de lourdes pertes, et dissous plusieurs divisions afin de répartir ses effectifs. Ce contexte fait de l'armée britannique la plus puissante de toutes les armées alliées sur le front de l'Ouest, mais les renforts indispensables tardaient à arriver, ralentis par le Premier ministre David Lloyd George, qui craignait que le commandant du corps expéditionnaire britannique, le maréchal Sir Douglas Haig, ne s'en serve comme chair à canon comme cela avait été le cas en 1916 et 1917.
Avec les divisions rendues disponibles par la réduction du front de l'Est et la victoire contre les Italiens à Caporetto, le général Erich Ludendorff du haut commandement allemand pensait que le moment était venu pour une offensive réussie. Une grande partie de l'armée allemande à l'Ouest était constituée de "divisions de tranchées" épuisées, mais les divisions allemandes de pointe étaient complètes, bien équipées et expérimentées. Trois armées allemandes (la 2e, la 17e et la 18e) perceraient la section la plus faible des lignes alliées, les zones des 5e et 3e armées britanniques. Le 21 mars 1918, à 4 heures du matin et sous le couvert d’un barrage d’artillerie lourde, l’offensive allemande débute. Les Britanniques, dont une partie de la défense consistait en un tronçon de 40 kilomètres de tranchées mal préparées récemment repris aux Français, furent rapidement contraints de se retirer.
Le 23 mars, l'armée allemande fait une percée dans le village de Ham, et la troisième division de cavalerie britannique, commandée par le général de brigade Wentworth Harman (en), est dépêchée au village de Bouchoir aux côtés de 200 hommes de la brigade de cavalerie canadienne. Avec l'avancée allemande, la formation militaire nouvellement formée assure la défense des villages de Cugny, Villeselve, La Neuville-en-Beine et de Beaumont-en-Beine. Le 26 mars, les Allemands parviennent à percer les lignes ennemies, ce qui pousse les forces alliées à se retirer sous les ordres de Harman. A ce moment, l'avancée allemande se trouve à 45 kilomètres à l'intérieur des positions alliées. C'est à ce moment que les renforts arrivent et que Ludendorff change d'objectifs, perdant l'avantage sur les Alliés.
Le 30 mars, l'attaque allemande est renouvelée. Au matin, la 23e division d'infanterie allemande occupe le bois de Moreuil, surplombe l'Avre et contrôle la ligne ferroviaire Amiens-Paris.

## La bataille
À 8 heures et demie le 30 mars, le général Seely et ses conseillers se dirigent vers le bois de Moreuil où sont stationnées ses forces, de l'autre côté de l'Avre, avec comme ordre de traverser la rivière et de ralentir l'avancée ennemie au maximum. Une heure plus tard, après avoir atteint ses positions et été l'objet de tirs ennemis, Seely ordonne aux Royal Canadian Dragoons d'envoyer des sections pour protéger le village de Moreuil, et d'autres à l'angle nord-est du bois. Pendant la mise en place, le Lord Strathcona's Horse reçoit pour mission d'occuper la face sud-est du bois et d'en chasser les unités ennemies. Le reste des sections des Royal Canadian Dragoons les rejoignent.
Les derniers escadrons de la brigade canadienne de cavalerie sont chargés d'entrer dans le bois par le nord-ouest puis de se diriger vers la face est où les Lord Strathcona's Horse les attendent. Après avoir essuyé des tirs de mitraillette ennemis, les unités de cavalerie attaquent une deuxième fois avec des baïonnettes, poussant les forces allemandes du bord du bois vers son centre. Un combat au corps-à-corps en a découlé à plusieurs endroits du bois, désorganisant et démoralisant le 101e bataillon de grenadiers allemands.
Alors que la cavalerie canadienne traverse le bois, elle est redirigée vers l'est par les tirs des mitrailleuses allemandes. Simultanément, les unités des Royal Canadian Dragoons sont contraintes au repli vers le nord du bois pour la même raison. Cette bataille se transforme rapidement en une série d'attaques et de retraits rapides en raison de la nature du champ de bataille, avec des unités éparpillées au sein des formations allemandes. L'efficacité des chevaux a considérablement ralenti le rythme de la bataille.

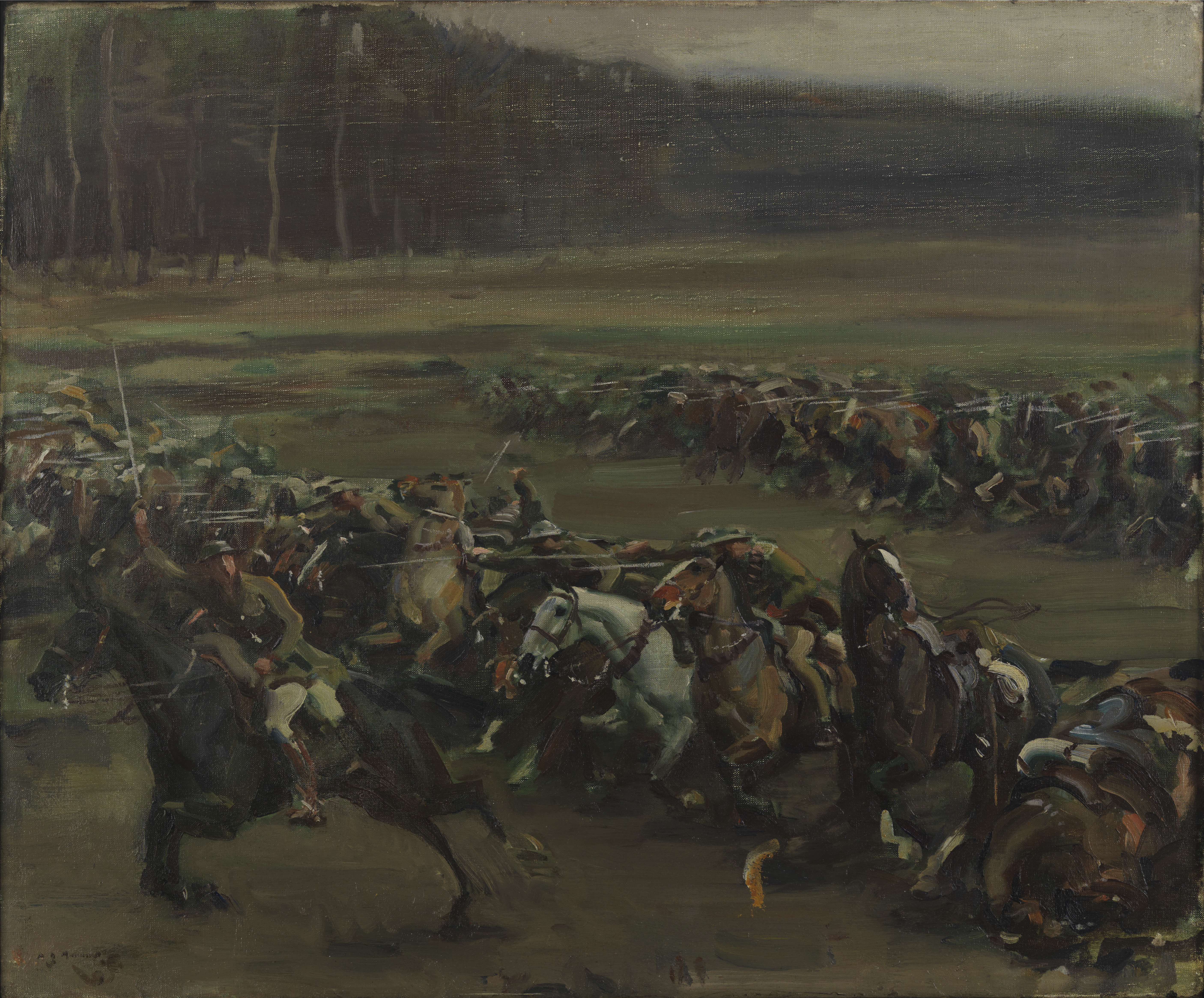
Le tableau Charge of Flowerdew's Squadron d'Alfred Munnings représentant la charge de Gordon Flowerdew.

À ce moment, l'intégralité de la 3e division de cavalerie britannique a traversé la rivière et s'est répartie tout autour du bois pour soutenir les forces canadiennes engagées contre les forces allemandes. Plusieurs de ses sections ont reçu pour instruction de descendre de cheval avant d'entrer dans la bataille. À cette époque, les unités de Lord Strathcona's Horse étaient constituées en équipes d'une dizaine d'éclaireurs, chargées de récupérer des informations sur les positions ennemies.
Le commandant de l'escadron "C" de la Lord Strathcona's Horse, le lieutenant Gordon Flowerdew, ordonne à ses forces de sécuriser l'angle nord-est, puis de lui faire rapport. Flowerdew reçoit ensuite l'ordre de bloquer les forces allemandes qui se retiraient vers l'est face aux forces alliées avançant à travers le bois. Pendant ce temps, les forces envoyées par Flowerdew dans l'angle nord-est tendent une embuscade et déciment les forces allemandes, puis descendent de cheval pour entrer dans le bois. Quand Flowerdew arrive sur place, il décide de redéplacer son unité, toujours pour bloquer la retraite allemande, tandis que l'autre section continue à chasser les Allemands du bois.
En tout, six escadrons de cavalerie se trouvent dans le bois. Les avions du Royal Flying Corps attaquent également les forces allemandes depuis le ciel, larguant 109 bombes et tirant près de 17 000 balles. Les forces de cavalerie britannique essuient des tirs nourris et subissent de lourdes pertes à l'angle sud-ouest du bois, ce qui les contraint à se retirer temporairement. Flowerdew atteint les hauteurs de l'angle nord-est du bois alors que les 300 Allemands du 101e bataillon de grenadiers se retirent. Flowerdew ordonne à ses troupes de charger, qui reçoit presque immédiatement des tirs ennemis. Au cours de cette charge, les deux camps sont décimés, avec seulement 51 Britanniques encore en vie. Flowerdew meurt des suites de ses blessures le lendemain de la bataille.
À 11 heures, seul l'angle sud du bois est encore occupé par les forces allemandes. Après l'arrivée de renforts britanniques, Seely ordonne de chasser les Allemands restants. Seely ordonne également d'interrompre les tirs d'artillerie britanniques afin de pouvoir opérer sans crainte de tirs amis. Les Allemands sont finalement chassés du bois. La bataille a coûté la vie à 305 soldats alliés.
Le lendemain matin, le 31 mars, une attaque allemande permet à l'ennemi de reprendre la majeure partie du bois et le bois de Rifle voisin, situé au nord-est. Le général Seely reçoit le commandement de la contre-attaque alliée. La brigade canadienne de cavalerie attaque en trois vagues, sécurisant les flancs du bois tout en combattant l'ennemi au corps-à-corps. Une fois les forces allemandes à nouveau repoussées, ces dernières commencent des bombardements d'artillerie lourde et lancent plusieurs contre-attaques. Finalement, le contrôle du bois est assuré par les Alliés. Au nord-est, le bois de Rifle est attaqué à neuf heures puis à onze heures, finissant également par rester aux mains des Alliés. À 15 heures, des unités de remplacement alliées arrivent sur place.
Malgré la reprise du bois de Moreuil et des zones alentour par les Allemands, Ludendorff met fin à l'offensive le 5 avril 1918.

## Conséquences
L'offensive allemande prend fin après avoir été confrontée à une résistance acharnée de la part des Alliés. Pour un gain territorial de 1 930 kilomètres carrés, plus de 250 000 Allemands ont été tués, blessés ou portés disparus contre 240 000 pour les Alliés. Le ralentissement de l'avancée allemande lors de batailles comme celle du bois de Moreuil a contribué à la défaite finale de l'Allemagne.
Après l'offensive allemande, David Lloyd George a envoyé des renforts à Haig. La présence américaine en France est également passée de 162 000 à 318 000 soldats. Les Alliés lancent une multitude de contre-offensives dans la région d'Amiens, ce qui est l'une des premières étapes de la victoire alliée. Ludendorff a déclaré après le premier jour de bataille que c'était un jour noir pour l'armée allemande.
Plus tard, en août 1918, le bois de Moreuil est repris aux Allemands par les forces françaises, quelques sections la brigade canadienne de cavalerie reprenant le bois de Rifle.
Cette bataille a aussi provoqué la destruction du château de Moreuil, domaine de la famille de Rougé, hérité des seigneurs de Créquy, princes de Poix et ducs de Lesdiguières.

## Distinctions militaires
Georges Flowerdew reçoit la Croix de Victoria à titre posthume pour sa charge contre les forces allemandes.
D'autres médailles ont été décernées à l'issue de cette bataille :
- Un Ordre du Service distingué
- Huit croix militaires
- Huit Distinguished Conduct Medal
- Quarante-deux médailles militaires

## Lieux de mémoire
- Démuin : Monument canadien au carrefour des routes d'Amiens-Roye et de Moreuil-Démuin.
- Moreuil : bois de la Corne :
  - Stèle à la mémoire de J. J. Willoughby
  - Stèle à la mémoire des Disparus